# Tour de Luxembourg 2014
La 74e édition du Tour de Luxembourg a lieu du 4 au 8 juin 2014. L'épreuve fait partie de l'UCI Europe Tour, dans la catégorie 2.HC.

## Présentation

### Équipes
Classé en catégorie 2.HC de l'UCI Europe Tour, le Tour de Luxembourg est par conséquent ouvert aux UCI ProTeams dans la limite de 70 % des équipes participantes, aux équipes continentales professionnelles, aux équipes continentales luxembourgeoises et à une équipe nationale luxembourgeoise.
Treize équipes participent à ce Tour de Luxembourg - trois ProTeams, six équipes continentales professionnelles et quatre équipes continentales :
| Nom de l'équipe     | Pays       | Code |
| ------------------- | ---------- | ---- |
| Lotto-Belisol       | Belgique   | LTB  |
| Tinkoff-Saxo        | Russie     | TCS  |
| Trek Factory Racing | États-Unis | TFR  |

| Nom de l'équipe     | Pays           | Code |
| ------------------- | -------------- | ---- |
| Cofidis             | France         | COF  |
| Colombia            | Colombie       | COL  |
| MTN-Qhubeka         | Afrique du Sud | MTN  |
| Neri Sottoli        | Italie         | NRI  |
| RusVelo             | Russie         | RVL  |
| Wanty-Groupe Gobert | Belgique       | WGG  |

| Nom de l'équipe     | Pays       | Code |
| ------------------- | ---------- | ---- |
| Differdange-Losch   | Luxembourg | CCD  |
| Leopard Development | Luxembourg | LDT  |
| Stölting            | Allemagne  | STG  |
| Wallonie-Bruxelles  | Belgique   | WBC  |

## Étapes
| Étape     | Date   | Villes étapes            |  | Distance (km) | Vainqueur d’étape | Leader du classement général |
| --------- | ------ | ------------------------ |  | ------------- | ----------------- | ---------------------------- |
| Prologue  | 4 juin | Luxembourg - Luxembourg  |  | 2,55          | Danny van Poppel  | Danny van Poppel             |
| 1re étape | 5 juin | Luxembourg - Hesperange  |  | 172,6         | André Greipel     | Danny van Poppel             |
| 2e étape  | 6 juin | Rosport - Schifflange    |  | 157,4         | Matti Breschel    | Jempy Drucker                |
| 3e étape  | 7 juin | Eschweiler - Differdange |  | 205,8         | Matti Breschel    | Matti Breschel               |
| 4e étape  | 8 juin | Mersch - Luxembourg      |  | 168,2         | André Greipel     | Matti Breschel               |

## Déroulement de la course

### Prologue
|    | Coureur             | Équipe              |    | Temps      |
| -- | ------------------- | ------------------- | -- | ---------- |
| 1  | Danny van Poppel    | Trek Factory Racing | en | 3 min 58 s |
| 2  | Jempy Drucker       | Wanty-Groupe Gobert | +  | 4 s        |
| 3  | Alex Kirsch         | Leopard Development |    | 5 s        |
| 4  | Cyril Lemoine       | Cofidis             |    | 8 s        |
| 5  | Adrien Petit        | Cofidis             |    | 12 s       |
| 6  | Silvio Herklotz     | Stölting            |    | 13 s       |
| 7  | Michael Mørkøv      | Tinkoff-Saxo        |    | 13 s       |
| 8  | Marcel Sieberg      | Lotto-Belisol       |    | 13 s       |
| 9  | Manuele Boaro       | Tinkoff-Saxo        |    | 14 s       |
| 10 | Andrey Solomennikov | RusVelo             |    | 15 s       |

|    | Coureur             | Équipe              |    | Temps      |
| -- | ------------------- | ------------------- | -- | ---------- |
| 1  | Danny van Poppel    | Trek Factory Racing | en | 3 min 58 s |
| 2  | Jempy Drucker       | Wanty-Groupe Gobert | +  | 4 s        |
| 3  | Alex Kirsch         | Leopard Development |    | 5 s        |
| 4  | Cyril Lemoine       | Cofidis             |    | 8 s        |
| 5  | Adrien Petit        | Cofidis             |    | 12 s       |
| 6  | Silvio Herklotz     | Stölting            |    | 13 s       |
| 7  | Michael Mørkøv      | Tinkoff-Saxo        |    | 13 s       |
| 8  | Marcel Sieberg      | Lotto-Belisol       |    | 13 s       |
| 9  | Manuele Boaro       | Tinkoff-Saxo        |    | 14 s       |
| 10 | Andrey Solomennikov | RusVelo             |    | 15 s       |

### 1reétape
|    | Coureur           | Équipe              |    | Temps           |
| -- | ----------------- | ------------------- | -- | --------------- |
| 1  | André Greipel     | Lotto-Belisol       | en | 4 h 34 min 03 s |
| 2  | Michael Mørkøv    | Tinkoff-Saxo        | +  | m.t             |
| 3  | Danny van Poppel  | Trek Factory Racing |    | m.t             |
| 4  | Jempy Drucker     | Wanty-Groupe Gobert |    | m.t             |
| 5  | Gregory Henderson | Lotto-Belisol       |    | m.t             |
| 6  | Phil Bauhaus      | Stölting            |    | m.t             |
| 7  | Jasper Stuyven    | Trek Factory Racing |    | m.t             |
| 8  | Adrien Petit      | Cofidis             |    | m.t             |
| 9  | Kevin Feiereisen  | Leopard Development |    | m.t             |
| 10 | Joaquín Sobrino   | Differdange-Losch   |    | m.t             |

|    | Coureur             | Équipe              |    | Temps           |
| -- | ------------------- | ------------------- | -- | --------------- |
| 1  | Danny van Poppel    | Trek Factory Racing | en | 4 h 37 min 57 s |
| 2  | Jempy Drucker       | Wanty-Groupe Gobert | +  | 8 s             |
| 3  | Alex Kirsch         | Leopard Development |    | 9 s             |
| 4  | Michael Mørkøv      | Tinkoff-Saxo        |    | 11 s            |
| 5  | Cyril Lemoine       | Cofidis             |    | 12 s            |
| 6  | Adrien Petit        | Cofidis             |    | 16 s            |
| 7  | Silvio Herklotz     | Stölting            |    | 17 s            |
| 8  | Marcel Sieberg      | Lotto-Belisol       |    | 17 s            |
| 9  | Manuele Boaro       | Tinkoff-Saxo        |    | 18 s            |
| 10 | Andrey Solomennikov | RusVelo             |    | 19 s            |

### 2eétape
|    | Coureur             | Équipe              |    | Temps            |
| -- | ------------------- | ------------------- | -- | ---------------- |
| 1  | Matti Breschel      | Tinkoff-Saxo        | en | 03 h 48 min 49 s |
| 2  | Sergueï Lagoutine   | RusVelo             | +  | m.t              |
| 3  | Jempy Drucker       | Wanty-Groupe Gobert |    | m.t              |
| 4  | Silvio Herklotz     | Stölting            |    | m.t              |
| 5  | Romain Hardy        | Cofidis             |    | m.t              |
| 6  | Michael Mørkøv      | Tinkoff-Saxo        |    | m.t              |
| 7  | Diego Milan Jimenez | Differdange-Losch   |    | 4 s              |
| 8  | Laurent Évrard      | Wallonie-Bruxelles  |    | 4 s              |
| 9  | Edwig Cammaerts     | Cofidis             |    | 4 s              |
| 10 | Rudy Molard         | Cofidis             |    | 4 s              |

|    | Coureur            | Équipe              |    | Temps            |
| -- | ------------------ | ------------------- | -- | ---------------- |
| 1  | Jempy Drucker      | Wanty-Groupe Gobert | en | 08 h 26 min 49 s |
| 2  | Michael Mørkøv     | Tinkoff-Saxo        | +  | 5 s              |
| 3  | Silvio Herklotz    | Stölting            |    | 14 s             |
| 4  | Matti Breschel     | Tinkoff-Saxo        |    | 14 s             |
| 5  | Cyril Lemoine      | Cofidis             |    | 17 s             |
| 6  | Romain Hardy       | Cofidis             |    | 22 s             |
| 7  | Rudy Molard        | Cofidis             |    | 24 s             |
| 8  | Sébastien Delfosse | Wallonie-Bruxelles  |    | 25 s             |
| 9  | Sergueï Lagoutine  | RusVelo             |    | 27 s             |
| 10 | Manuele Boaro      | Tinkoff-Saxo        |    | 27 s             |

### 3eétape
|    | Coureur             | Équipe              |    | Temps           |
| -- | ------------------- | ------------------- | -- | --------------- |
| 1  | Matti Breschel      | Tinkoff-Saxo        | en | 5 h 27 min 10 s |
| 2  | Rudy Molard         | Cofidis             | +  | m.t             |
| 3  | Sergueï Lagoutine   | RusVelo             |    | m.t             |
| 4  | Oliver Zaugg        | Tinkoff-Saxo        |    | m.t             |
| 5  | Ivan Rovny          | Tinkoff-Saxo        |    | m.t             |
| 6  | Michael Mørkøv      | Tinkoff-Saxo        |    | 18 s            |
| 7  | Jempy Drucker       | Wanty-Groupe Gobert |    | 18 s            |
| 8  | Linus Gerdemann     | MTN-Qhubeka         |    | 18 s            |
| 9  | Diego Milan Jimenez | Differdange-Losch   |    | 18 s            |
| 10 | Edwin Ávila         | Colombia            |    | 18 s            |

|    | Coureur           | Équipe              |    | Temps            |
| -- | ----------------- | ------------------- | -- | ---------------- |
| 1  | Matti Breschel    | Tinkoff-Saxo        | en | 13 h 54 min 02 s |
| 2  | Rudy Molard       | Cofidis             | +  | 15 s             |
| 3  | Jempy Drucker     | Wanty-Groupe Gobert |    | 15 s             |
| 4  | Michael Mørkøv    | Tinkoff-Saxo        |    | 17 s             |
| 5  | Sergueï Lagoutine | RusVelo             |    | 20 s             |
| 6  | Silvio Herklotz   | Stölting            |    | 29 s             |
| 7  | Romain Hardy      | Cofidis             |    | 37 s             |
| 8  | Laurent Évrard    | Wallonie-Bruxelles  |    | 42 s             |
| 9  | Fränk Schleck     | Trek Factory Racing |    | 50 s             |
| 10 | Björn Leukemans   | Wanty-Groupe Gobert |    | 55 s             |

### 4eétape
| Résultats \| \| Coureur \| Équipe \| \| Temps \| \| -- \| -------------------- \| ------------------- \| -- \| -------------- \| \| 1 \| André Greipel \| Lotto-Belisol \| en \| 4 h 4 min 54 s \| \| 2 \| Matti Breschel \| Tinkoff-Saxo \| + \| 14 s \| \| 3 \| Daniel Teklehaimanot \| MTN-Qhubeka \| \| 14 s \| \| 4 \| Rudy Molard \| Cofidis \| \| 14 s \| \| 5 \| Silvio Herklotz \| Stölting \| \| 14 s \| \| 6 \| Björn Leukemans \| Wanty-Groupe Gobert \| \| 14 s \| \| 7 \| Michael Mørkøv \| Tinkoff-Saxo \| \| 14 s \| \| 8 \| Fränk Schleck \| Trek Factory Racing \| \| 14 s \| \| 9 \| Sergueï Lagoutine \| RusVelo \| \| 14 s \| \| 10 \| Laurent Évrard \| Wallonie-Bruxelles \| \| 14 s \| |                      |                     |    |                |
| | Coureur              | Équipe              |    | Temps          |
| 1 | André Greipel        | Lotto-Belisol       | en | 4 h 4 min 54 s |
| 2 | Matti Breschel       | Tinkoff-Saxo        | +  | 14 s           |
| 3 | Daniel Teklehaimanot | MTN-Qhubeka         |    | 14 s           |
| 4 | Rudy Molard          | Cofidis             |    | 14 s           |
| 5 | Silvio Herklotz      | Stölting            |    | 14 s           |
| 6 | Björn Leukemans      | Wanty-Groupe Gobert |    | 14 s           |
| 7 | Michael Mørkøv       | Tinkoff-Saxo        |    | 14 s           |
| 8 | Fränk Schleck        | Trek Factory Racing |    | 14 s           |
| 9 | Sergueï Lagoutine    | RusVelo             |    | 14 s           |
| 10 | Laurent Évrard       | Wallonie-Bruxelles  |    | 14 s           |

## Classements finals

### Classement général
|    | Cycliste          | Pays       | Équipe              |    | Temps           |
| -- | ----------------- | ---------- | ------------------- | -- | --------------- |
| 1  | Matti Breschel    | Danemark   | Tinkoff-Saxo        | en | 17 h 59 min 4 s |
| 2  | Jempy Drucker     | Luxembourg | Wanty-Groupe Gobert | +  | 19 s            |
| 3  | Michael Mørkøv    | Danemark   | Tinkoff-Saxo        |    | 20 s            |
| 4  | Rudy Molard       | France     | Cofidis             |    | 21 s            |
| 5  | Sergueï Lagoutine | Russie     | RusVelo             |    | 26 s            |
| 6  | Silvio Herklotz   | Allemagne  | Stölting            |    | 35 s            |
| 7  | Romain Hardy      | France     | Cofidis             |    | 43 s            |
| 8  | Laurent Évrard    | Belgique   | Wallonie-Bruxelles  |    | 48 s            |
| 9  | Fränk Schleck     | Luxembourg | Trek Factory Racing |    | 56 s            |
| 10 | Björn Leukemans   | Belgique   | Wanty-Groupe Gobert |    | 1 min 1 s       |

### Classements annexes
|   | Cycliste       | Équipe        | Points |
| - | -------------- | ------------- | ------ |
| 1 | Matti Breschel | Tinkoff-Saxo  | 56     |
| 2 | André Greipel  | Lotto-Belisol | 40     |
| 3 | Michael Mørkøv | Tinkoff-Saxo  | 35     |

|   | Cycliste                   | Équipe             | Points |
| - | -------------------------- | ------------------ | ------ |
| 1 | Tom Dernies                | Wallonie-Bruxelles | 25     |
| 2 | Boris Dron                 | Wallonie-Bruxelles | 21     |
| 3 | Jacques Janse van Rensburg | MTN-Qhubeka        | 15     |

|   | Cycliste        | Équipe             |    | Temps            |
| - | --------------- | ------------------ | -- | ---------------- |
| 1 | Rudy Molard     | Cofidis            | en | 17 h 59 min 25 s |
| 2 | Silvio Herklotz | Stölting           | +  | 14 s             |
| 3 | Laurent Évrard  | Wallonie-Bruxelles |    | 27 s             |

|   | Équipe            | Pays       |   | Temps            |
| - | ----------------- | ---------- | - | ---------------- |
| 1 | Tinkoff-Saxo      | Russie     |   | 53 h 59 min 20 s |
| 2 | Stölting          | Allemagne  | + | 2 min 6 s        |
| 3 | Differdange-Losch | Luxembourg |   | 2 min 9 s        |

## Évolution des classements
| Étape              | Vainqueur          | Classement général | Classement par points | Classement de la montagne | Classement du meilleur jeune | Classement par équipes |
| ------------------ | ------------------ | ------------------ | --------------------- | ------------------------- | ---------------------------- | ---------------------- |
| P                  | Danny van Poppel   | Danny van Poppel   | Non décerné           | Non décerné               | Danny van Poppel             | Cofidis                |
| 1                  | André Greipel      | Danny van Poppel   | André Greipel         | Juan Pablo Valencia       | Danny van Poppel             | Cofidis                |
| 2                  | Matti Breschel     | Jempy Drucker      | Jempy Drucker         | Boris Dron                | Silvio Herklotz              | Cofidis                |
| 3                  | Matti Breschel     | Matti Breschel     | Matti Breschel        | Tom Dernies               | Rudy Molard                  | Tinkoff-Saxo           |
| 4                  | André Greipel      | Matti Breschel     | Matti Breschel        | Tom Dernies               | Rudy Molard                  | Tinkoff-Saxo           |
| Classements finals | Classements finals | Matti Breschel     | Matti Breschel        | Tom Dernies               | Rudy Molard                  | Tinkoff-Saxo           |